# Shirgjan
Shirgjan è una frazione del comune di Elbasan in Albania (prefettura di Elbasan).
Fino alla riforma amministrativa del 2015 era comune autonomo, dopo la riforma è stato accorpato, insieme agli ex-comuni di Bradashesh, Funarë, Gjergjan, Gjinar, Gracen, Labinot Fushë, Labinot Mal, Papër, Shushicë, Tregan e Zavalinë a costituire la municipalità di Elbasan.

## Località
Il villaggio è formato dall'insieme delle seguenti località:
- Shirgjan
- Bathes
- Bujqes
- Jagodine
- Kuqan
- Kryezjarrth
- Mjeke